# Немига (оркестр)
Концертный оркестр «Немига» (бел. Канцэртны аркестр «Няміга») — белорусский духовой оркестр. Структурное подразделение ГУ «МИНСКИЙ ГОРОДСКОЙ ДВОРЕЦ КУЛЬТУРЫ»
Основан в 1990 году тремя музыкантами-духовиками, профессорами Белорусской государственной академии музыки (БГАМ): дирижёром и аранжировщиком народным артистом России Львом Мурановым, аранжировщиком заслуженным артистом БССР Виталием Волковым и дирижёром Аркадием Бериным.
Оркестр состоит в основном из выпускников БГАМ. Им руководят главный дирижёр, выпускник БГАМ, лауреат международного конкурса Александр Гембицкий и дирижёр заслуженный артист Республики Беларусь Александр Фёдоров. Директор коллектива Лариса Емельянова.
В репертуаре оркестра симфоническая классика и духовая музыка композиторов Республики Беларусь и других стран, а также джазовая и современная популярная музыка.
Оркестр активно выступает, в том числе телевидении и радио, постоянный участник международного фестиваля «Белорусская музыкальная осень». Лауреат международных конкурсов и фестивалей. Выступал в России, на Украине, в Литве, Польше, Германии, Испании. С оркестром работали такие дирижёры как Тревор Форд (Норвегия), Дэвид Андрэ (США), Георгий Калинкович (Россия), Геннадий Провоторов и Пётр Вандиловский (Беларусь),Александр Сосновский(Беларусь); с ним выступали Иосиф Кобзон, Олег Газманов, Ренат Ибрагимов, Мария Гулегина и другие.